# Palicourea stenosepala
Palicourea stenosepala är en måreväxtart som beskrevs av Paul Carpenter Standley. Palicourea stenosepala ingår i släktet Palicourea och familjen måreväxter. IUCN kategoriserar arten globalt som nära hotad. Inga underarter finns listade i Catalogue of Life.